# 小塚郁也
小塚 郁也（こづか いくや、1962年4月4日 - ）は、日本の国際安全保障研究者。防衛研究所政策研究部防衛政策研究室主任研究官。専門は、中東地域の国際関係および安全保障。

## 略歴
埼玉県与野市出身。相模原市立桜台小学校（1975年）、相模原市立麻溝台中学校（1978年）、神奈川県立厚木高等学校を卒業（1981年・高校33回）。1986年（昭和61年）早稲田大学政治経済学部政治学科を卒業 後、旧東京銀行勤務を経て早稲田大学大学院政治学研究科博士前期課程を1991年（平成3年）に修了（政治学修士）。
1992年（平成4年）防衛庁防衛研究所に入所後、中東の安全保障問題に関する研究および教育に従事。2002年（平成14年）ゴラン高原国際平和協力隊に派遣されシリアの首都ダマスカスに赴任、2003年5月に国際平和協力本部長（内閣総理大臣）表彰を受彰。

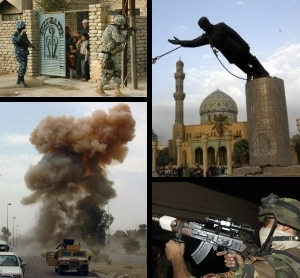
イラク駐留米軍による撮影（2007年2月）

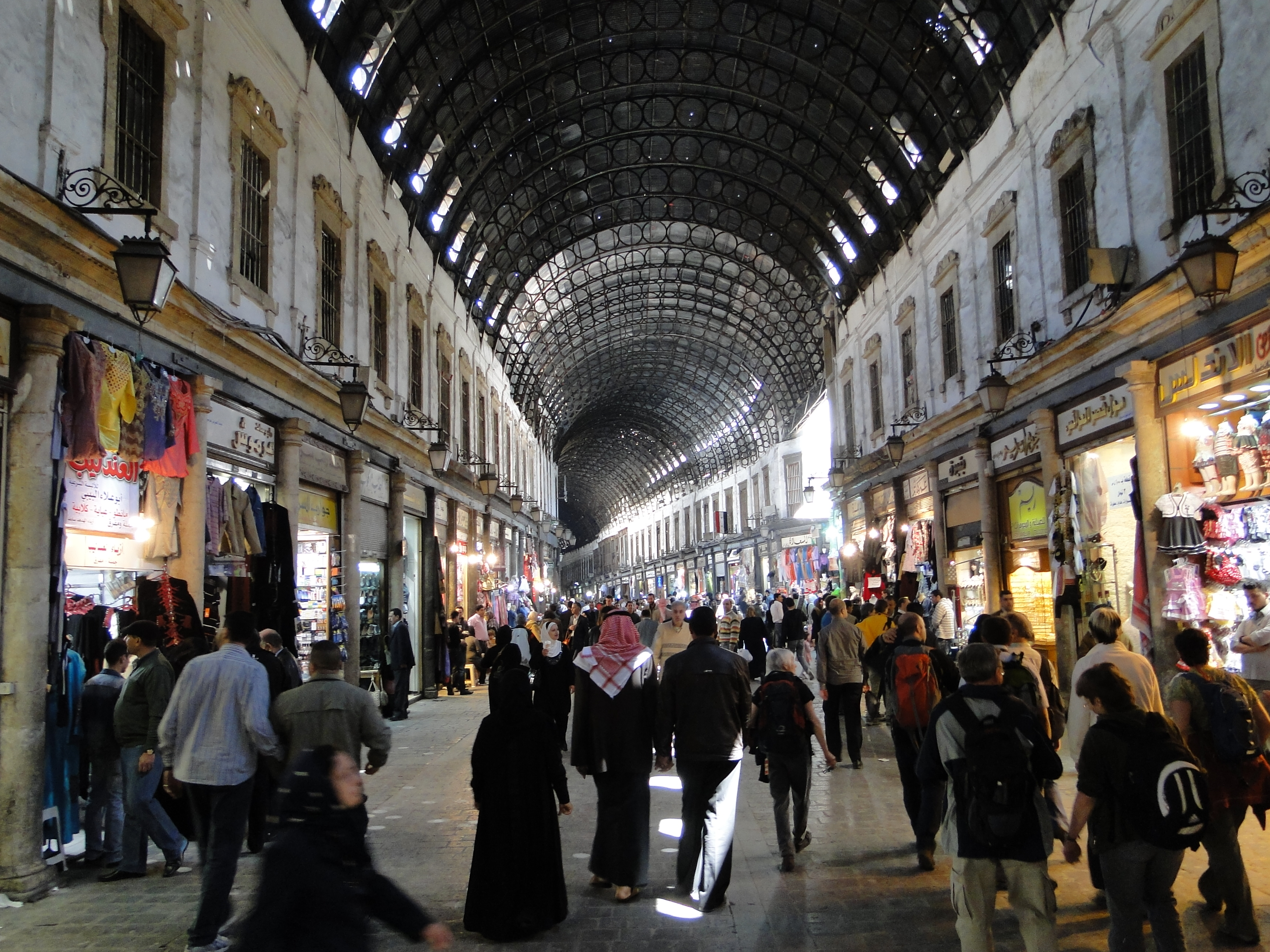
ダマスカス旧市街・スークハミディーエ（2010年3月31日）

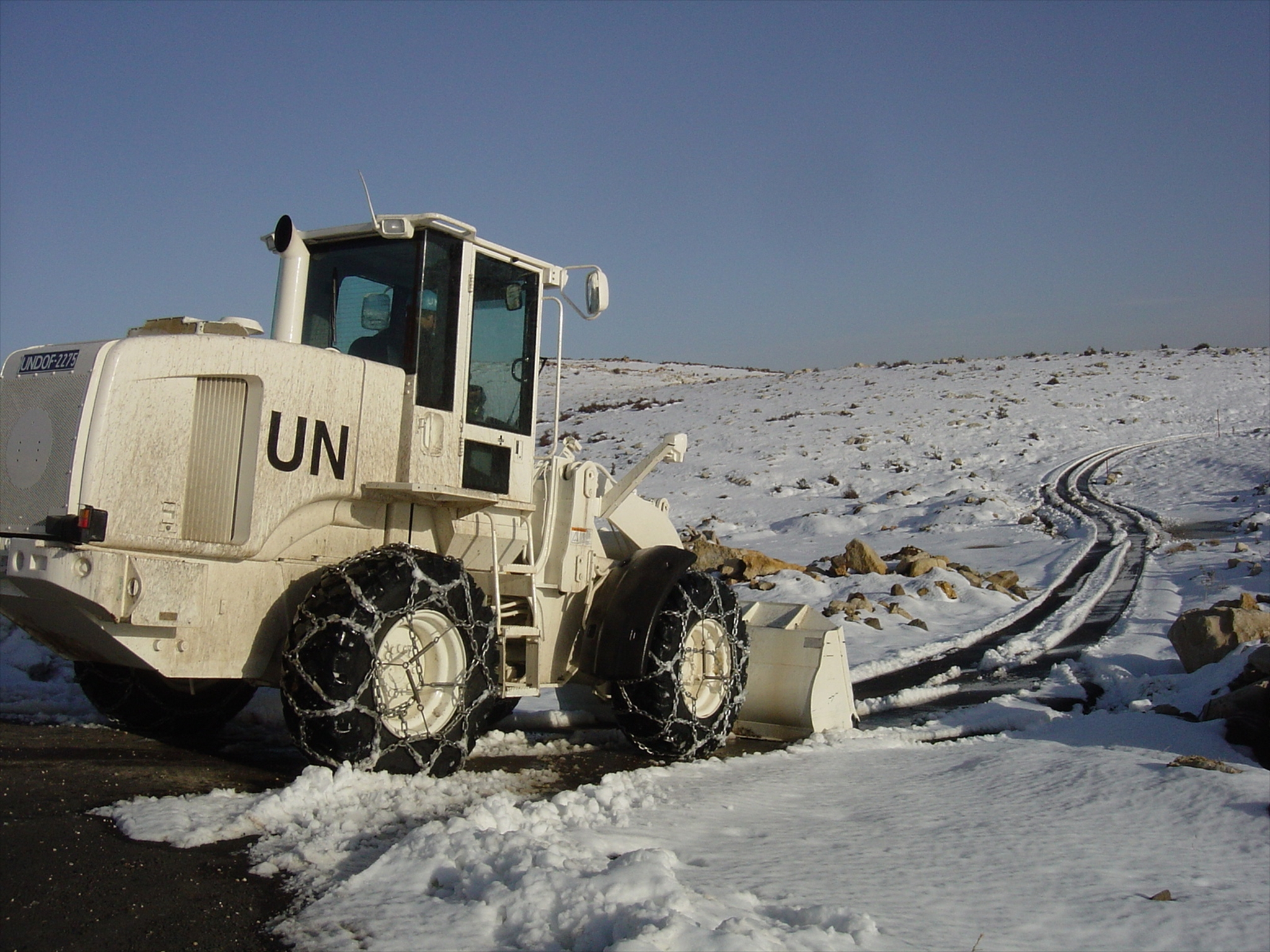
UNDOFゴラン高原・ヘルモン山の除雪をするUNDOFゴラン高原派遣輸送隊（2013年4月10日）

2012年に防衛大学校総合安全保障研究科後期課程を中退後、現職に就任。2016年9月から、政策研究大学院大学（GRIPS）戦略研究プログラム連携講師として修士課程で教育（非常勤）。サウジアラビアとGCC諸国の安全保障、イランの核開発問題に関する専門家である。軍事組織の人事管理や人材の活用についても、その知見を広げている。
早稲田大学では吉村健蔵教授の下で現実主義国際政治学を専攻し、学部時代から中東の安全保障問題を一貫して研究。1991年の湾岸戦争勃発とソビエト連邦の崩壊による冷戦後国際安全保障システムの激動を契機に、防衛研究所に入所して以来、2001年の9.11アメリカ同時多発テロ事件後のアフガニスタン紛争や2003年イラク戦争の際とその後の経過について、NHK等の報道番組への出演、新聞雑誌等を通じて地域情勢や安全保障環境を解説。

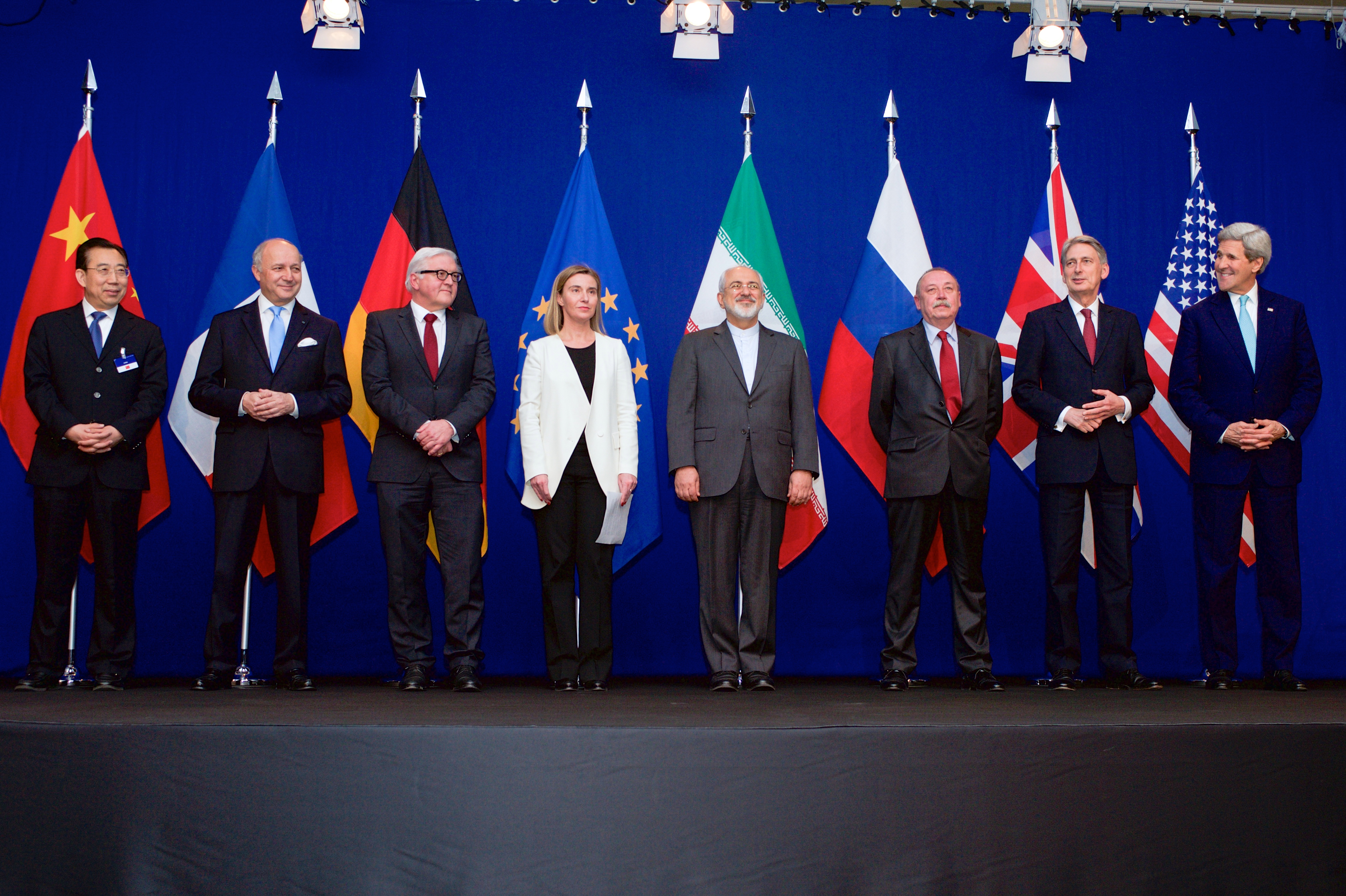
イラン核開発問題「ローザンヌ合意」（2015年4月2日）

以後、外務省や経済産業省からの委託研究プロジェクトや教育に複数参加し、国内外の講演等においてリアリズムに依拠した自説を展開している。

## 主張
- イラク戦争の際には、小塚は短期間での米軍の勝利と首都バグダードの陥落を主要メディアで主張した。だが、その後のイラクの政治および治安の長期的混乱を予想しておらず[20][21]、自衛隊の派遣についても自己の海外派遣の経験と日米同盟強化の観点から、『朝雲』（2003年6月5日号）に留保付きで肯定的な見解を述べた（第156回国会、参議院外交防衛委員会第17号、平成15年7月17日参照）[22]。

- 現在ではイラク戦争に関する自己の甘い見通しの反省により、単なる領域国民国家の安全保障を前提としたリアリズムやリベラル制度主義を脱却して、小塚は宗派や部族、民族に依拠する「コミュニティ」の安全保障こそが中東地域の安定化にとって必要であるとの見解に立っている[23][24][25][26]。

- したがって、第一次世界大戦中の1916年に秘密協定として締結されたサイクス・ピコ協定以後英仏両国によって創設され、第二次世界大戦後アメリカによって引き継がれた領域国民国家に基づく中東安保体制は、IS（イスラーム国）の台頭とアメリカの撤退によって既に崩壊過程に入っていると小塚は考えている。そのため、イラクとシリアは単一の主権国家としては存続できず、最終的にはクルド人自治区を含む3つ、ないし4つの地域に分断されると予想する（「複合的危機に陥った中東の安全保障環境」ブリーフィング・メモ、NIDS NEWS、2016年6月号他）[27][28][29]。

- 2018年5月8日にドナルド・トランプ米大統領が宣言した、イラン核開発問題に関する包括的共同作業計画（JCPOA）離脱と独自制裁再開が中東情勢の不安定化に与える悪影響について、小塚は、イランとイスラエル、サウジアラビア両国間の直接的な軍事衝突の危険性が高まったこと、シリア情勢をめぐって米露の対立が激化する懸念があること、イラン国内で穏健派が衰退し保守強硬派の勢力が拡大する懸念があること、そして欧米諸国が分断されて域内三極体制化が進展する可能性があること、以上4つの点を指摘している（「トランプ政権のイラン核合意離脱――その中東情勢への影響」ブリーフィング・メモ、2018年5月号、3頁）[30][31]。

- 上記について、2018年11月28日、BSフジLIVE プライムニュースに出演した小塚は以下の諸点を指摘した。まず制裁がイラン経済に与える影響について、11月5日から開始された第2次制裁の対象にイラン産原油の輸入禁止の他に金融制裁、特に国際銀行間通信協会（SWIFT）からイランの金融機関が除外されることが含まれており、基軸通貨である米ドル取引ができないことに加えて事実上貿易決済が不可能になったことのイラン経済への打撃の大きさを指摘した。また、ポンペオ米国務長官が2018年5月にイランに突き付けた12項目要求が対日開戦前のハル・ノートに匹敵するイラン側の全面屈服を迫る強硬な内容で、交渉の妥協点を提示するものではない点について、トランプ政権が対北朝鮮同様の強力な圧力行使を通じてイランの全面屈服と安全保障に関する再交渉を引き出そうとしているのではないかと述べた。ただし、今後のイランとアメリカ・イスラエルとの対立の見通しとして、小塚は危機が激化した2012年当時と同様に、イランによるホルムズ海峡封鎖などによる直接的な武力衝突には至らず、むしろスタックスネット攻撃（2009－10年）や対サウジアラムコ・サイバー攻撃（2012年8月）の事例と同様のサイバー戦の応酬になる蓋然性が高いと述べた[32][33]。

- 2018年12月、トランプ大統領がイスラーム国（IS）掃討作戦の終了と米軍のシリア撤退を唐突に宣言したことについて、小塚は以下のような分析をしている。まず、トルコのエルドアン大統領が米サウジ関係に亀裂を生じさせようとすることを警戒するトランプ大統領が、クルド人民防衛隊のシリアでの自治区拡大と軍事介入の際に米軍と衝突するリスクを警戒するエルドアンと密約のディールを交わした可能性を指摘した。また、シリア駐留米軍の配置がIS掃討作戦の目的の他にシリア国内に展開しているイランのイスラーム革命防衛隊やその徴募した民兵たちへのテヘランからの補給ルートを遮断する目的もあったとして、シリア駐留米軍の存在が域内におけるイランの影響力拡大を直接抑止することで、イランと激しく対立する同盟国のイスラエル・サウジアラビアとイランとの勢力均衡に寄与していたと評価できる点を指摘した（「中東における勢力均衡の変化――米軍シリア撤退の意味するもの―― 」ブリーフィング・メモ、2019年2月15日、1-2頁）[34][35]。

- ただし、抑止と同盟関係の理論から、シリアの現状は一般抑止（general deterrence）が効いている状況は既に崩壊しており、敵対国による武力行使が切迫して軍事的緊張が高まっている緊急抑止（immediate deterrence）を機能させて武力衝突を阻止しなければならない状況に陥っていると小塚は述べている。そして、現在アメリカがイスラエルとサウジアラビアに提供している拡大緊急抑止が理論上必ずしもイランなど敵対国の現状変更行動を抑止しないかもしれないという実証研究上の結論が有力であることから、今回トランプ大統領が発表したシリアからの米軍撤退の決定は、どのみちイランの攻撃を拡大緊急抑止できない以上、米国第一主義の点では同盟国およびクルド人を見捨てても米軍を撤退させた方が合理的なのかもしれないと指摘した（「中東における勢力均衡の変化」2-3頁）[36][37]。

- だが、その一方で、小塚は朝鮮戦争での拡大抑止失敗の事例を野口和彦の論文（野口和彦「拡大抑止理論の再構築――信憑性と利害関係の視点から――」『東海大学教養学部紀要』36 (2005年)、174頁）から引用して、アメリカが自ら防衛責任の公約の信憑性を破壊することの危険性を指摘するとともに、独立変数として公約の信憑性を左右するのは、アメリカの軍事力を別にすれば同盟国との利害関係の存在であると述べている。そして、アメリカとの利害関係の危うさという点では、アメリカに「見捨てられる不安」を抱くべき中東の同盟国はイスラエルではなく、むしろサウジアラビアであることを指摘した。すなわち、ムハンマド・ビン・サルマーン（MBS）皇太子の独裁・強権的な改革がサウジ国内を不安定化させ、ベネズエラと似たレンティア国家の「資源の呪い」からの逸脱コースをサウジアラビアが進んで、アメリカと政治的、経済的に対立する危険性があることへの懸念を小塚は述べている（「中東における勢力均衡の変化」3-4頁）[38][39]。

- 2019年8月2日、「深刻化するイラン情勢をどう見るか」をテーマに開かれた 言論NPO（工藤泰志代表）の公開フォーラムに田中浩一郎、鈴木一人とともにゲストに招かれた小塚は[40]、取引重視のトランプ外交の特徴から今のところアメリカは最大限の圧力をかけてイランを再交渉の場に引っ張り出すのを狙っていると指摘し、ジョン・ボルトン補佐官等対イラン強硬派が主導する側面もあるためにアメリカの中東政策が支離滅裂になっているのではないかと話した[41]。

- したがって、現状ではメディアで報道されているような緊張感はまだ無いと述べ、その理由は来年大統領選を控えているトランプ氏にとって多くの米兵を失うリスクのあるイランとの戦争は選択できないし、他方で対米戦争の勝算が無いイラン側も戦争は望んでいないため、今後ホルムズ海峡での偶発的な衝突は起き得るとしても両国の全面的な戦争にまでは発展しないという見通しを小塚は示している[41]。そして、現在アメリカが日本を含む同盟国に求めているホルムズ海峡の航行安全確保のための有志連合への海上自衛隊の派遣についても、その新たな有志連合構想では、海上警備行動に加えて「イランの挑発行動を抑止することも目的」としているため、「イランに対する軍事的な圧力という色彩が出てしまうと、日本としては参加しにくい」点を指摘した[41][42]。

- 2019年10月時点での中東における勢力均衡の変化について、域内大国であるイラン、トルコ、そしてサウジアラビア三カ国の視点から、小塚は以下のような見解を述べている。すなわち、国家の勢力源である物理的基礎としての「パワー」とは別概念として国家・社会・共同体の連鎖（ネクサス）を「国家の強さ」であると定義し、イラン、トルコ、サウジアラビアの三カ国は、現状でいずれも強い勢力の弱い国家の段階にとどまって近代的な国民国家を形成しきれていない。したがって、今後の中東域内の勢力均衡は、この三カ国のいずれが最も早く国家・社会・共同体の連鎖強化を実現するかによって変わってくるだろう。そして、イランとサウジアラビアは現在激しく対立しているが、今後アメリカが中東から撤退すると次第にイランが優勢になるかもしれないと小塚は分析し、トルコがバランサーとなれば、力の変遷に伴う予防戦争の勃発を防ぐことができるという見通しを指摘している[43][44]。

- 2020年1月3日、米軍無人航空機による空爆で革命防衛隊コッズ部隊司令官ガーセム・ソレイマーニーが暗殺されたことに対する報復として、イランが1月8日、在イラク米軍基地を複数の短距離弾道ミサイルで攻撃した事件（2020年1月のイランによる在イラク米軍基地攻撃）を受けて同夜BS-TBS報道1930に外交評論家の岡本行夫、放送大学名誉教授の高橋和夫と共に出演した小塚は、以下の諸点を指摘した[45]。まず、今回のイランの攻撃が、標的への精密誘導可能な巡航ミサイルやドローンを用いずに慣性誘導でピンポイント攻撃が難しい弾道ミサイルを用いて行われた点について、小塚は、米軍に深刻な人的被害を与えてアメリカとの全面対決に陥ることをイランが避けたためではないかと指摘した。また、米軍のソレイマーニー司令官殺害について、2019年末以来イラク・シーア派民兵組織が米軍基地や在イラク米国大使館を襲撃しており、ソレイマーニーが一連の攻撃に関与した可能性を踏まえて、さらに将来の攻撃を計画している切迫した脅威と認識したトランプ大統領が米軍に先制的自衛権の行使を命令したとするアメリカの主張について、国連安保理などの場で国際社会が精査すべき必要があることを指摘した[46]。さらに、ホルムズ海峡から東アジアへのシーレーンをエネルギー安全保障上の生命線とする日本が、海上自衛隊を中東海域に派遣することは妥当であること[47]、そして最後にまとめとして、今後日本が注目すべき点に関して、小塚は、互いに国内に不確定要因を抱える米イラン両国の緊張激化に伴う経済的影響として、株価ではなく、むしろ短期的な原油価格の乱高下が重要であると述べている[45][48]。

- 今後、米イラン両国の軍事対立が深刻化する可能性と予想される影響について、小塚は以下の4つの点を指摘している[49]。まず、2019年夏から秋にかけて起こったタンカー攻撃や米軍ドローン撃墜事件、サウジアラムコ石油関連施設攻撃、そして2020年1月のソレイマーニー殺害とイランの弾道ミサイルによる報復攻撃等一連の事案を考えても、米イラン両国ともに全面戦争は望んでいないこと。第二に、アメリカの制裁再開で国内経済が疲弊しているイランは、国内デモによる民衆の不満の爆発を抑えるのが精一杯の状況が今後も継続するため、11月の米大統領選挙の結果が判明するまで国民の不満を抑えることが出来るかどうかが2020年内の新たな焦点に浮上していること。第三に、革命防衛隊の地対空ミサイル誤射によるウクライナ民航機撃墜事件によって、イラン人等に多数の死者が出たことと政府の情報隠蔽体質が発覚したことが、イラン国民のアリー・ハーメネイー最高指導者と保守強硬派に対する不満を爆発させてイラン国内の騒乱を激化させる可能性があり、革命防衛隊によるデモ弾圧も強化されるかもしれないこと。さらに今秋の大統領選を控えたトランプ米大統領が、こうしたイラン国内の不安定要因に付け込んで、イランに対する圧力をさらに強めていくと考えられること。そして最後に、今後米イラン両国の軍事対立が深刻化するとすれば、恐らくイラン国内の政情不安をアメリカの対外的脅威に振り向けようとする革命防衛隊など保守強硬派が、レバノンのヒズボラやイラクのシーア派民兵を動員して、対米・対イスラエル攻撃をさらに激化させる場合に起こり得るだろうと小塚は分析している[50]。

- 2020年に入って発令された海上自衛隊の中東派遣が、アメリカと一体化していると見られるといった懸念はないのかという点について、NHK政治マガジン（WEB）2020年2月12日の特集記事「中東の派遣先に行ってみた！」において、小塚は元防衛官僚で内閣官房副長官補を務めた柳澤協二とともに以下のようにインタビューに答えている[51]。第一に、中東情勢の見通しが不透明な中、自衛隊派遣によって中東に日本の存在を示すことが安全保障のジレンマを引き起こすリスクがあると指摘する柳澤の見解に対して、小塚はそうした懸念はないとして、以下のような所見を述べている[51]。すなわち、中東周辺の海域は、2019年より最近の方が安全性は高まっており、イランが何か問題を起こすと国際社会を敵に回してしまう状況になっているから、イランが事を起こすのは利益にならないと指摘した[51]。

- また、安全航行の確保の必要性はイラン側も認めざるを得ないこと、2019年11月に活動を開始した有志連合（センチネル作戦）参加7カ国の他に、フランスがオランダやデンマークに呼びかけて欧州諸国によるペルシャ湾周辺の航行安全確保のための枠組みづくりを進めていることや、インドと韓国が日本同様に独自に艦艇を派遣した点に小塚は言及し[51]、「いまは、勢力バランスが変動する端境期で、紛争が起きやすい時期でもある。影響力を強めていこうとする国は、ポジション取りをする時期でもある。日本は反米側の国とも、親米側の国とも話ができる恵まれた立場にいるわけだから、自衛隊のプレゼンスを示しておく。これは外交の鉄則だ」と述べている[51]。

- さらに、今後不測の事態が起きた場合、政府が自衛隊に「海上警備行動」を発令して、日本関係船舶を保護するとしている点について、柳澤が海上警備行動では自衛隊が国や国に準ずる相手に対しては動けないということを述べ[51]、プレゼンスを示すというのは軍事大国的な発想であって、自衛隊が日本のシーレーンを守ることは困難だと指摘した点について、小塚は以下のように反論している[51]。すなわち、今回の海自中東派遣はアメリカだけでなくイラン側の事前の了解を得て派遣しており、戦後初めてとも言える日本独自の取り組みであるとして、オマーン湾などの活動に左程リスクがないことを考えれば、状況がエスカレートした場合に備えて海上自衛隊が情報収集するのはあり得ると今回の中東派遣の意義を述べている[51]。

- イラン核合意（JCPOA）の行方と中東における核拡散の可能性について、JCPOAを承認した国連安保理決議第2231号の一部である国連による対イラン武器禁輸制裁が2020年10月18日に解除される予定であることから、トランプ米政権がその終了期限を延長することを意図してイランのJCPOA違反を指摘し、同決議に規定されたイラン側の重大な合意不履行を理由として制裁を再び科す必要性が生まれた場合に新たな安保理決議を必要としないとする、いわゆる「スナップ・バック」条項（S/RES/2231, paragraph 12）の発動を意図していることを小塚は指摘した。そして2020年1月5日、イラン政府がJCPOAによって課されたウラン濃縮と遠心分離機数に関するいかなる制限も今後遵守しないことを宣言するにいたっていることから、JCPOAの主要な当事国であるアメリカとイランの2か国が事実上JCPOAから既に撤退したことにより、JCPOAは公式に無効になったと見なすべきとも考えることができると小塚は分析している。トランプ政権が今最も懸念しているのは、JCPOAの持ついくつかの欠陥の中でも採択日から10年間に設定されている安保理決議第2231号全規定の効力消滅期限、すなわち合意の「サンセット」（自動消滅期限）条項が存在する事であろうとし、その意味するところは、JCPOA期間満了後にイランが事実上日本と同様の核敷居国（nuclear threshold states）となる特殊な地位を国際社会から事実上認められた一方で、イランのブレークアウト・タイム、すなわち核爆弾1個を製造するのに十分な量の90パーセント以上に濃縮された兵器級ウラン貯蔵に必要な時間が、わずか1年に設定されていることに対する米国の不満であると小塚は述べている（「イラン核合意（JCPOA）の行方と中東における核拡散の可能性」ブリーフィング・メモ、2020年5月号、1-2頁）[52][53]。

- また、アメリカとイスラエルの脅威認識としては、イランの現政権が核起爆装置の研究を行っていたとされるパルチン（Parchin）などの軍事施設が国際原子力機関（IAEA）の査察官による査察の対象外となっていること、さらには、イランが弾頭の運搬手段として積極的に開発を進めている弾道ミサイル計画への言及がJCPOAに何もないこと、イランの中東安全保障における立場を有利にしていることが挙げられ、特に弾道ミサイルの開発は、ヒズボラなどシーア派民兵組織の育成と支援に並ぶイランの対地域安保政策の中核であり、その核開発と密接にリンクしているものと思われると小塚は述べている。そして、こうした事情が、アメリカのJCPOA離脱と対イラン制裁再開後のイラン核合意の先行き不透明な状況を示しており、JCPOA存続の可否がトルコとサウジアラビアを刺激して両国の核開発を促進し、中東における核拡散の可能性を今後強めることが予想されると分析している（「イラン核合意（JCPOA）の行方と中東における核拡散の可能性」ブリーフィング・メモ、2020年5月号、2頁）[54][55]。

- さらに、ケネス・ウォルツが『フォーリン・アフェアーズ』誌の 2012年 7・8 月号に発表した“Why Iran Should Get the Bomb: Nuclear Balancing Would Mean Stability”）の議論を参照して、イランとイスラエルの間に核兵器を含む勢力均衡が確立されれば、中東地域の国際関係がかえって安定化すると考えるウォルツの依拠する防御的リアリズムの論理を批判して、小塚はイランの核武装、あるいはブレークアウト能力の保有によるイランの核敷居国化が、中東における核開発競争のドミノ現象を引き起こすリスクはかなり高いと指摘している。しかも、地域における核拡散の加速度は必ずしもウォルツが想定しているほど緩慢なものに止まることはなく、少なくともサウジアラビアとトルコの両国については直ちに核開発が進展していくと予想されると小塚は分析している（「イラン核合意（JCPOA）の行方と中東における核拡散の可能性」ブリーフィング・メモ、2020年5月号、3-4頁）[56][57]。

- 小塚は2020年に入って世界経済を震撼させている原油先物価格の低迷（1バレル当たり35ドルから38ドル、5月末時点）と新型コロナウイルス・パンデミックの悪影響に言及して、アメリカ経済と社会が死者数 10万人以上とシェール企業の経営困難、1929年に始まった世界恐慌以来と言われるGDPの大幅下落および失業率の上昇という大打撃を被っている一方、中東ではサウジアラビアとイラン、トルコが経済と社会に大打撃を受けていると指摘した。そして、こうした利害関係国が2020年に入ってから揃って危機的状況に陥っていることが、中東における核拡散の可能性をかえって強める結果につながる恐れも決して否定できないと小塚は述べている（「イラン核合意（JCPOA）の行方と中東における核拡散の可能性」ブリーフィング・メモ、2020年5月号、5頁）[58][59]。

- 2020年9月、言論NPOが主宰する地球規模課題を考える日本の専門家チームによるバーチャル会議「国際協調は幻想なのか？」に気候変動、開発、核軍縮、保健、テロ、紛争、国際経済の専門家12名の1人として参加した小塚は、次のような所見を述べた[60][61]。すなわち、国際的な紛争防止・核軍縮問題の解決については、小塚は元々厳しい状況にあったがコロナ禍の悪影響でさらに国際協調が困難な状況に陥っているとの認識を示し、特に長引く内戦下に置かれているシリアやイエメンでは元来国民に医療サービスを提供すべき政府の機能が停止していることに加え、今回のコロナ禍で国連やNGOの人道支援も困難となっていること、さらに先進国も経済が苦境に陥って援助を継続できる財政的余裕を失っている点を挙げ、単に紛争解決の困難のみならず、深刻な人道的危機が進んでいることを指摘した[60][62]。

- 2020年10月1日に発覚した菅義偉新総理大臣による日本学術会議会員候補者推薦リストの一部任命拒否問題について、同年10月7日、小塚は同会員の選出と学問の自由の保障が無関係なことについて、以下のような見解をツイートした。すなわち、安全保障研究の視点からは日本学術会議は国際政治の現実を無視する研究者が多く、また、そもそも特別職の非常勤国家公務員に就任するのならば総理大臣の人事権に服さざるを得ないと述べ、それが嫌なら、全米科学アカデミーのように日本学術会議を民営化すれば足りると述べた[63]。

- 2021年1月20日正式に就任したジョー・バイデン米新大統領の民主党政権誕生が中東情勢に与える影響について、小塚は2月18日に防衛研究所ホームページに掲載されたNIDSコメンタリーの特集「米大統領選後の安全保障の展望⑩バイデン新政権誕生後の中東情勢――データ分析による展望の考察――」において、第二期オバマ政権4年間の政策踏襲の可能性という観点から、米国の軍事費削減の可能性と中東に駐留する米軍を削減してアジア太平洋リバランス政策を再開する可能性、さらに米国のイラン核合意復帰の可能性という3つの論点を、今後の中東情勢と勢力均衡に大きな影響を及ぼす課題となると指摘した[64][65]。そして、小塚は上記の各論点について、米国や日ロ両国、サウジアラビアとイラン、イスラエルを含む各国の軍事費や物質的国力（CINCスコア）、購買力平価換算したGDP対世界シェアのパネルデータを実証分析して、考察した3つの論点のいずれについてもバイデン政権が拙速に進める可能性は低いと結論付けている[66][67]。

- 2021年8月17日に防衛研究所ホームページに掲載されたブリーフィング・メモ8月号では、小塚は初期バイデン政権の対中東外交・安保政策の方向性について、2021年3月にホワイトハウスが公表した「暫定国家安全保障戦略ガイダンス」で示された考え方に基づいて米国家安全保障戦略全体の中での中東の優先順位低下と位置付けた。その背景について、小塚はバイデン大統領が大統領選挙期間中に公約したイラン核合意への復帰をめぐる米・イラン交渉が停滞していること、また、今年 5 月 10 日から 5 月 20 日の停戦合意までハマスとイスラエルとの衝突がエスカレートした際にイスラエル批判を避けたバイデン政権の停戦に向けた動きが鈍かった点を挙げ、バイデン政権は国内政治上の理由が有れば同盟・友好国に圧力をかける様な強硬姿勢を必ずしも採らず、その対中東政策は国内政治上の要請に一定の影響を受けつつ、ある程度の振れ幅を以て当面展開して行くものと考えられると結論付けた[68][69]。

- 2022年6月、researchmapに公開された研究論文「イラン･サウジアラビア対立の展望」（2021年3月19日）において、小塚はその第1章でイラン・サウジアラビア両国の経済力および軍事力の動向について統計データを活用しつつ、第1節でイラン・サウジアラビアの経済力推移を、第2節でイラン・サウジアラビアの軍事力推移を、そして第3節では対イラン経済制裁の影響について差の差（DID）分析を応用して説明した。そして、同論文第2章では、小塚は中東主要国の購買力平価GDP対世界比とCINCスコアによるパネルデータセットを作成し、双方のデータの順位相関と記述統計手法によって中東・ペルシャ湾岸における勢力バランスの傾向を分析している[70]。

- 2023年5月、小塚はresearchmapに『季刊アラブ』第183号 (The Arab: quarterly, No. 183)に寄稿した小論「長期化する戦争と中東の勢力バランス」(“Protracted Wars and the Balance of Power in the Middle East”)の英文要旨を投稿した[71]。本稿において、小塚は2022年にウクライナが世界第3位の武器輸入国になったこと、シリア内戦をめぐるトルコ、イラン、イスラエルの動向、そして米ロ中三国の対中東戦略の変化について論じ、特に2023年3月に北京での交渉で7年間断交していたサウジアラビアとイランの国交回復を仲介した中国のアラブ諸国への影響力について、中国がその経済規模と比較してほとんどの中東諸国、特にアラブ諸国への兵器輸出において欧米の兵器供給者よりも重要性が低く、したがって、中国のアラブ諸国への影響力は米国と比べて今も限定的であると述べている[72]。

- 2024年8月13日Xの本人アカウントにおいて、小塚は悠仁親王の大学進学問題について、皇位継承権を有する親王が推薦で国立大学へ進学する事は、国の交付金で運営され、本来国民の中から有用な人材を選抜する事を目的として設立された国立大学の制度趣旨を逸脱しているとして、実名で反対を表明した。同ポストは32万回以上閲覧され、2500件以上の好意的評価を獲得した。なお、小塚は悠仁親王が愛好している蜻蛉の研究については、公務の合間に続ければ足りると述べている[73]。

## 人物

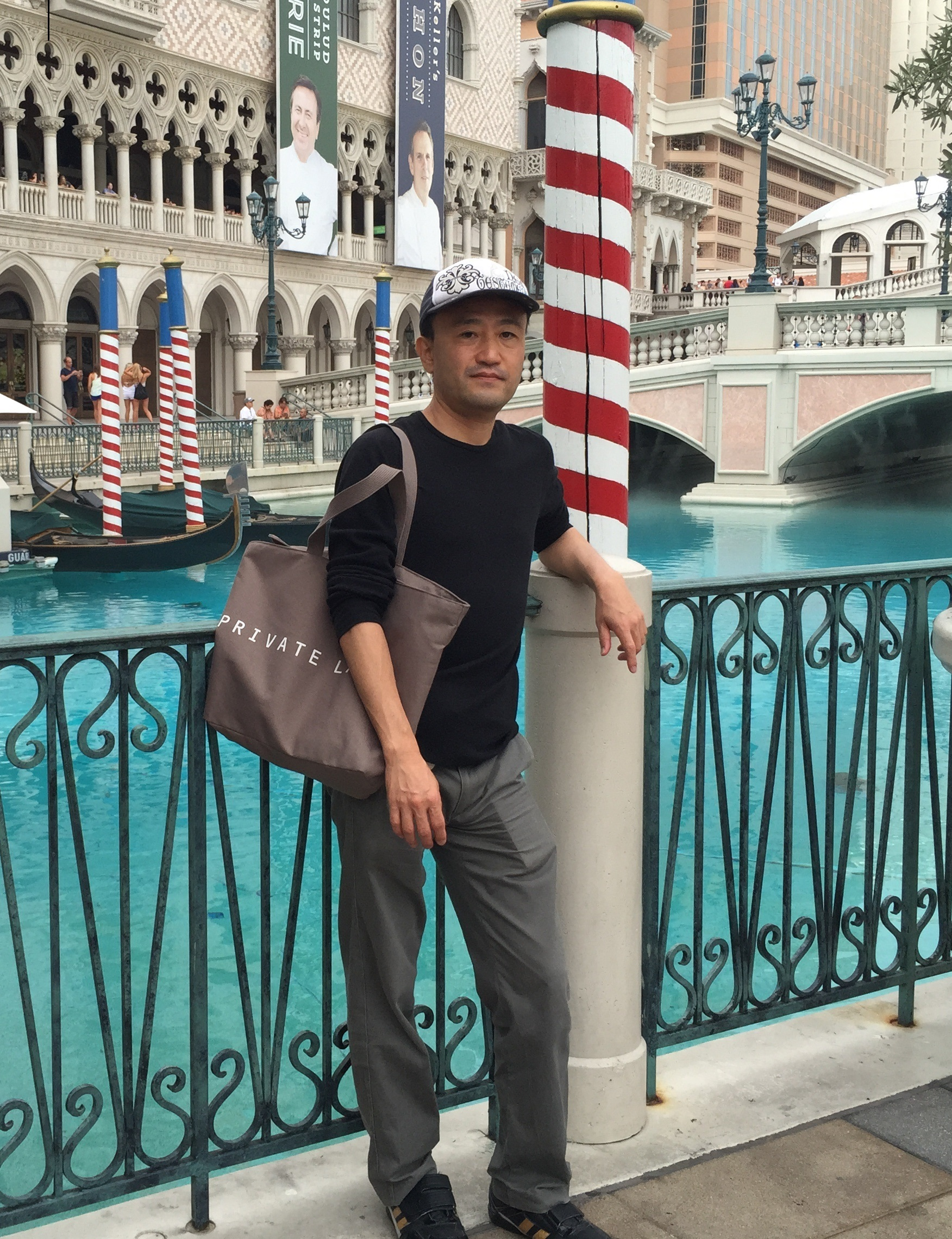
ラスベガス（2015年8月）

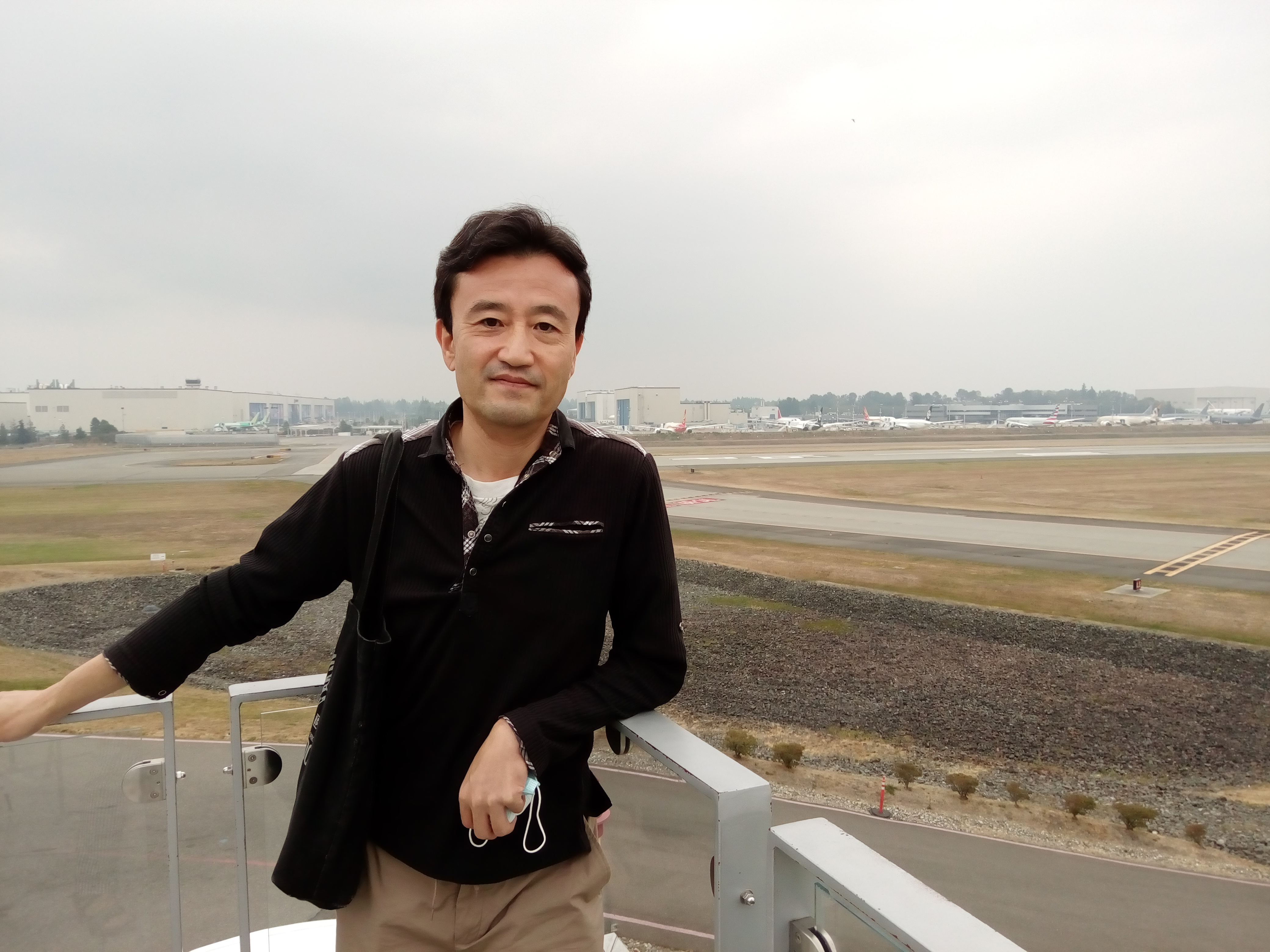
ボーイング・エバレット工場（2018年8月）

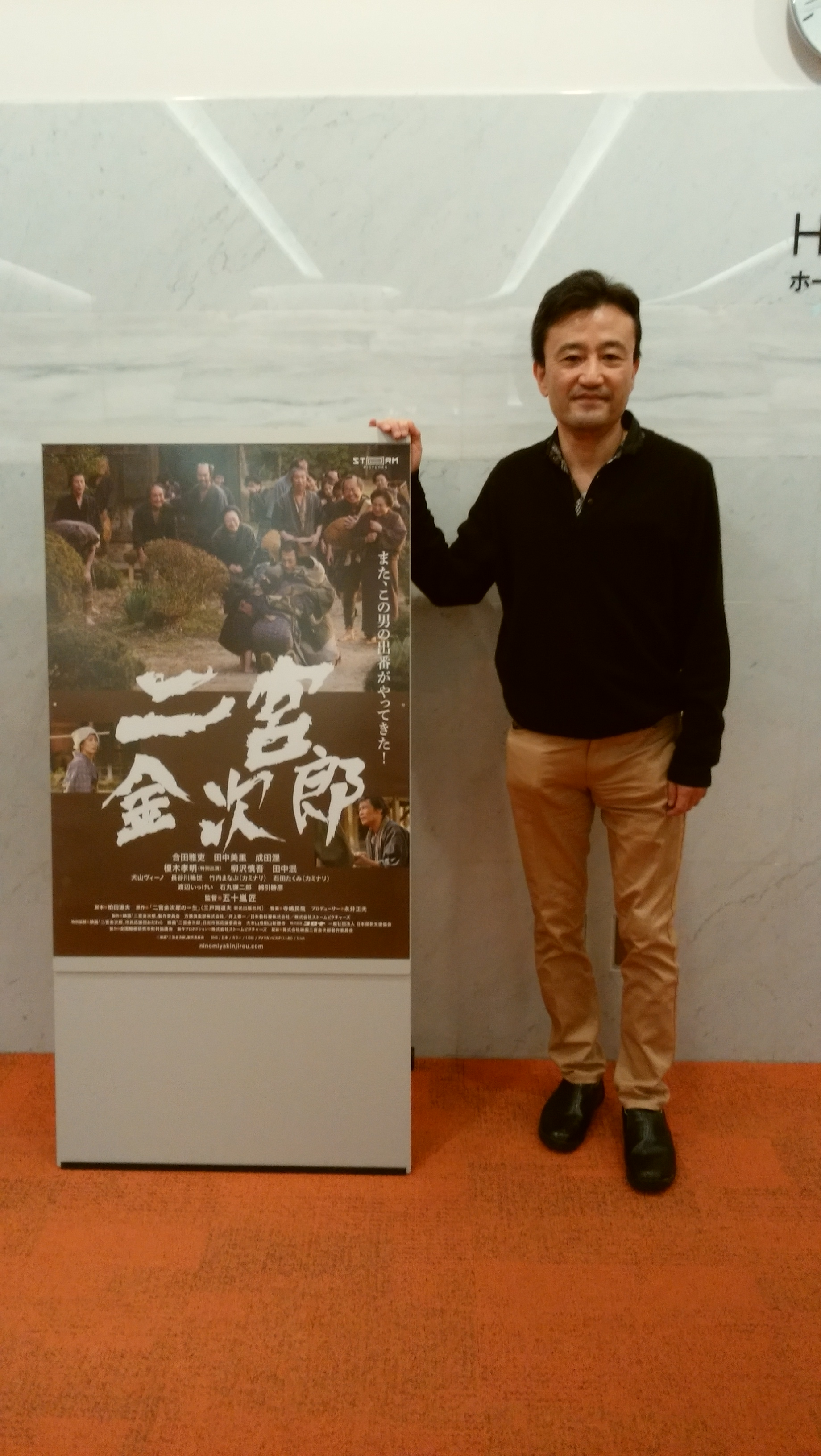
東京都写真美術館（2019年6月）

- 厚木高等学校1、2年生在学時に、小塚は個性派俳優として有名な六角精児と同級生であった[74]。ちなみに当時の小塚の実家の最寄り駅は小田急小田原線の成城学園前駅で、厚木高校までの通学に毎日往復3時間かかり、部活を終えて帰宅すると大抵夜8時過ぎであったために六角精児のようにガールフレンドと一緒に下校する余裕は到底無かったと述べている[75]。

- 高校2年生の時、小塚は当時テレビ朝日系列で火曜19時から放送されていたアニメ『サイボーグ009』を視聴しており、その主題歌「誰がために」を良い曲だと紹介して、そんな生活をしていた結果、現役時の大学入試で全滅したと告白している[76]。

- 早稲田大学政治経済学部在学中、小塚は大学公認サークルであった民族舞踊（現フォークダンス）研究会に4年間所属。主としてバルカン半島のフォークダンスを、日本女子大学フォークダンス研究会と踊っていた[77]。

- 持論であるコミュニティ再生のために、小塚は足立区や世田谷区での社会貢献として、ボランティアで恵まれない小中高校生への学習支援を行っていた[78]。そして、そうした子供たちの高校進学援助のために、小塚は東京都と神奈川県の主な公立高校の国公立大学現役進学率のデータを独自調査して公開している[79]。

- また、上記とは別の社会貢献として、小塚は都内の高等学校で度々キャリア教育の講師に招かれており、研究職の仕事や自己の経験に関する授業を行っている[80][81][82]。そして、最近のキャリア授業において、生徒の将来のキャリア形成と自己肯定感に結び付く道徳意識の形成を融合させるために、小塚は二宮尊徳の報徳思想の解説を新たに講義内容に加える試みを実施しようとしている[83][84]。

- 小塚は、ほぼ同郷で同世代でもある坂井泉水のファンであり、自己のSNSでよくZARDの好きな楽曲を紹介している[85][86][87][88][89][90][91]。同時に、小塚は1970年代の中高生時代にハードロックの洋楽好きだったことも述べて、当時活躍していた有名バンドの曲をいくつか紹介している[92][93][94][95][96][97]。また最近では、2020年に大ヒットしたYOASOBIの『夜に駆ける』について、「この曲を聴くと、なぜか脳の疲れが癒される」と小塚は友人たちに紹介している[98]。

- 小塚はクラシック音楽のジュニア・オーケストラも支援しており、2017年7月18日に105歳で他界した日野原重明医師が長く後援会長を務めていた目黒区のジュニア･フィルハーモニック･オーケストラ[99] の後援会員で、自身の娘も中学生当時ジュニア・フィルの第一ヴァイオリン奏者として活動していたことを公表している[100]。

- さらに、自身が30代であった1990年代仕事に行き詰っていたと述べ、21世紀に入るまで自分で納得できる成果を1つも上げた経験がなかったと告白している。そして、90年代は帰宅後によくTBSのコメディ・ドラマを視聴して、仕事上のストレスを発散していたと小塚は回顧している[101]。小塚はまた、2018年1-3月期に放送されたTBS系の金曜ドラマ『アンナチュラル』を良作であったと評価しており、2002年自分がダマスカス赴任中に急死した父の死因がアンナチュラル（突然死、不自然死）気味で、急遽帰国した経験を告白している[102]。

- 高学歴ワーキングプアとされる専業非常勤講師の大学での不安定な雇用環境の現状について、小塚は自身も若気の至りで折角就職した東京銀行を辞め、日本育英会奨学金（当時）の貸与を受けながら大学院政治学研究科に入学したことを「暴挙」であったと紹介して、大学院でも極めて凡庸な成績で高学歴というほど優秀でもなかった自分が1991年幸運にも防研に採用内定されたことを偶然の賜物か、神仏のご加護であったと割り切って理解していることを表明している[103]。

## 所属する学会・関連団体
- 日本中東学会
- 日本国際問題研究所